# Dare Yori mo Zutto...
Dare Yori mo Zutto... (誰よりもずっと…?) è un brano musicale di Masami Okui, scritto da Arimori Satomi e Watanabe Toshiyuki, e pubblicato come singolo il 21 agosto 1993 dalla Starchild. Il brano è stato incluso nell'album della Okui Gyuu. Il singolo non è riuscito ad entrare nella classifica settimanale Oricon dei singoli più venduti. Dare Yori mo Zutto... è stato utilizzato come tema musicale dell'anime Fantasia.

## Tracce
CD singolo KIDA-67
1. Dare Yori mo Zutto... (誰よりもずっと…)
2. Dare Yori mo Zutto... (off vocal version)
3. TBS Radio Drama "Fantasia Hibon Naru Gakuen Seikatsu no Daiichiwa (TBSラジオドラマ「ふぁんたじあ 非凡なる学園生活の第一話」)